# TW Hydrae
TW Hydrae, kurz TW Hya, ist mit einer Entfernung von etwa 60 Parsec (196 Lichtjahre) der sonnennächste klassische T-Tauri-Stern. TW Hydrae hat etwa 80 % der Masse der Sonne, ist aber nur 5 bis 10 Millionen Jahre alt. Wie bei allen T-Tauri-Sternen ist TW Hydrae von einer Staubscheibe umgeben, aus welcher er selbst durch Akkretion entstanden ist. Die Staubscheibe wurde durch das Hubble-Weltraumteleskop nachgewiesen. In diesem Entwicklungsstadium akkretiert TW Hydrae ionisiertes Gas aus einer inneren Gasscheibe, welches vermutlich durch Magnetfelder, die der Stern selbst produziert, auf TW Hydrae geleitet werden.
In der näheren Umgebung von TW Hydrae befinden sich weitere etwa 20 Sterne die wahrscheinlich das gleiche Alter wie TW Hydrae haben. Diese Ansammlung von Sternen wird die TW-Hydrae-Assoziation genannt.
Ein Team um Johny Setiawan vom Max-Planck-Institut für Astronomie in Heidelberg veröffentlichte 2007 eine Untersuchung, in der sie die Entdeckung eines substellaren Objekts mit einer Mindestmasse von (9,8 ± 3,3) Jupitermassen um TW Hya beanspruchten und als potentiellen Exoplaneten charakterisierten. Eine Untersuchung durch andere Forscher im Jahr 2008 konnte die vermeintliche Entdeckung jedoch nicht bestätigen. Im Jahr 2013 auf Skalierungen zur vorherigen hydrodynamischen Simulationen der Spaltöffnung Kriterien für Embedded-Proto-Planeten basiert, könnte ein Planeten-Begleiter die den Spalt bilden eine Masse zwischen 6 und 28 M ⊕ (Bahnradius von 80 AE) haben.